# Галінув (гміна)
Гміна Галінув (пол. Gmina Halinów) — місько-сільська гміна у центральній Польщі. Належить до Мінського повіту Мазовецького воєводства.
Станом на 31 грудня 2011 у гміні проживало 14484 особи.

## Площа
Згідно з даними за 2007 рік площа гміни становила 63.09 км², у тому числі:
- орні землі: 70.00%
- ліси: 16.00%

Таким чином, площа гміни становить 5.42% площі повіту.

## Населення
Станом на 31 грудня 2011:
| Опис     | Загалом | Загалом | Чоловіки | Чоловіки | Жінки | Жінки |
| -------- | ------- | ------- | -------- | -------- | ----- | ----- |
| одиниця  | осіб    | %       | осіб     | %        | осіб  | %     |
| все      | 14484   | 100     | 7085     | 48.92    | 7399  | 51.08 |
| міське   | 3567    | 100     | 1751     | 49.09    | 1816  | 50.91 |
| сільське | 10917   | 100     | 5334     | 48.86    | 5583  | 51.14 |

## Сусідні гміни
Гміна Галінув межує з такими гмінами: Вйонзовна, Дембе-Вельке, Зельонка, Сулеювек.